# Andrejs Štolcers
Andrejs Štolcers (Riga, 8 de julho de 1974) é um ex-futebolista e treinador de futebol letão que atuava como meia-atacante.
Nos tempos de URSS, seu nome era russificado para Andrey Yanovich Shtoltsers (Андрей Янович Штолцерс, em russo, transliterado para Andrejs Janovičs Štoltsers na língua letã).

## Carreira em clubes
Revelado pelo Olimpija Rīga, Štolcers jogou pelo clube entre 1992 e 1994 antes de assinar com o Skonto em 1996, ano em que foi campeão nacional pela primeira vez.
Contratado pelo Shakhtar Donetsk em 1997, revezou entre os times principal e reserva até 2000, além de ter uma passagem por empréstimo no Spartak Moscou neste mesmo ano. Jogou também por Fulham (marcou apenas 2 gols durante seu período nos Cottagers, contra West Bromwich Albion e Watford), Yeovil Town e FK Baku antes de voltar ao Skonto em 2006. Encerrou sua carreira em 2010, após defender JFK Olimps, Bath City e Hayes & Yeading United.

## Carreira de treinador
Antes da aposentadoria, exerceu a função de jogador e auxiliar-técnico do JFK Olimps em 2009. Foi ainda técnico das categorias de base da Royal Russell School entre 2010 e 2016, ano em que fez sua estreia como treinador no Loures, que disputava o Campeonato de Portugal (terceira divisão nacional), comandando o clube em 4 jogos.
Foi ainda técnico das categorias de base de Yuen Long e Fulham entre 2017 e 2018, além de ter sido treinador do Eastern em 2019, sendo também diretor-técnico da equipe de Hong Kong por uma temporada.

## Seleção Letã
Estreou pela Seleção Letã em junho de 1994, na vitória por 2 a 0 sobre Malta.
Participou da Eurocopa de 2004 (a primeira competição oficial da Letônia como país independente), atuando apenas contra os Países Baixos, não evitando a eliminação na fase de grupos com um ponto, obtido no empate sem gols contra a Alemanha,
Com 81 partidas e 7 gols marcados, Štolcers é o 11º jogador que mais defendeu a Letônia em jogos oficiais. Sua despedida da seleção foi na vitória por 2 a 1 sobre a Coreia do Norte, em dezembro de 2005.

## Títulos
Skonto
- Virslīga: 1996, 1997

Olimpija Rīga
- Copa Letã: 1994

Spartak Moscou
- Campeonato Russo: 2000

Fulham
- Football League First Division: 2000–01
- Taça Intertoto da UEFA: 2002

Yeovil Town
- League Two: 2004–05

FK Baku
- Campeonato Azeri: 2005–06

Seleção Letã
- Copa Báltica: 2001, 2003

### Individuais
- Melhor meio-campista da Virslīga: 1993